# Margarita Gil Roësset
Marga Gil Roësset (Las Rozas de Madrid, 3 de marzo de 1908 - Las Rozas de Madrid, 28 de julio de 1932) fue una escultora, ilustradora y poetisa española perteneciente a la Generación del 27. Se la considera una niña prodigio que fue admirada en su época por la intelectualidad. Murió muy joven por lo que su polifacética obra es escasa. Sus ilustraciones inspiraron al escritor e ilustrador Antoine de Saint-Exupéry para su obra de El principito, quien las conocía por sus habituales visitas a España.
Forma parte de una saga familiar de mujeres artistas: su hermana fue la escritora Consuelo Gil Roësset (1905-1995), su tía fue la pintora María Roësset Mosquera (1882-1921), su prima la pintora Marisa Roesset Velasco y su sobrina la poetisa y fotógrafa Marga Clark.

## Biografía
Gil Roësset nació en Las Rozas de Madrid, en el área metropolitana de Madrid, en 1908. Hija del ingeniero militar Julián Gil Clemente y de Cecilia Margot Roësset Mosquera, mujer culta, «se preocuparon de que sus hijas recibieran una educación lo más completa posible, más parecida a la que recibían los niños de la época, que a la que se les ofrecía a las niñas.» El parto fue complicado y los médicos le auguraron una muerte prematura, pero su madre se negó a dejar morir a su segunda hija y consiguió sacarla adelante. Más tarde nacieron sus hermanos Pedro (1910) y Julián (1915).
Tanto ella como su hermana Consuelo, tres años mayor que ella, crecieron en un ambiente ilustrado y fueron educadas en casa bajo la tutela de su madre, Margot Roësset, que les inculcó el gusto por el arte, las apremió a crear cuentos y las instruyó para ser cultas, hablar cuatro lenguas, viajar, visitar museos y asistir a conciertos de música clásica.
Gil Roësset fue una niña prodigio. A los siete años ya mostraba una extraordinaria capacidad para el dibujo. Es de esta edad la obra más temprana que se conserva de ella, un cuento que escribió e ilustró para su madre. Pero este talento queda patente con la publicación en 1920 de un cuento de su hermana titulado El niño de oro, primorosamente ilustrado por ella.
En 1923, en París, ambas hermanas publicaron otro cuento, Rose des Bois. Marga tenía 15 años en ese momento y ya había alcanzado la maestría. Fue entonces cuando dio un giro absoluto y empezó a dedicarse a la escultura. Su madre siempre había querido rodear a sus hijas con lo mejor y siguiendo esta línea la llevó a Victorio Macho, escultor español, precursor de la escultura contemporánea española, que se negó a darle clase por miedo a estropear su talento. Fue, por tanto, completamente autodidacta. En palabras de José Francés, como escultora “Marga ES”.
En 1929, el crítico de arte José Francés escribió un artículo en La Esfera sobre sus esculturas en el que defendía su obra. En 1930, a los 22 años, presentó un Adán y Eva cercano en su orientación a Ivan Meštrović y el expresionismo europeo en la Exposición Nacional de Bellas Artes, obteniendo un notable éxito, y fue por ello entrevistada por la escritora Rosa Arciniega en la revista Crónica. En 1931, concurrió a la exposición anual del Círculo de Bellas Artes, al Concurso Nacional de Escultura y sus libros y dibujos se expusieron en la Exposición Internacional del Libro de Arte, organizada por la Asociación Internacional del Libro de arte francés en el Petit Palais de París.

## Relación con Juan Ramón Jiménez y muerte
Marga y su hermana Consuelo eran admiradoras de la escritora Zenobia Camprubí, conocida por ser traductora del poeta bengalí Rabindranath Tagore, y casada con Juan Ramón Jiménez. En 1932, en un recital de ópera, la austríaca Olga Bauer-Pilecka le presentó al matrimonio y Marga se enamoró del poeta. Además decidió de inmediato hacer un busto de Camprubí.
Se unieron diversos factores (falta de confianza, su juventud y un amor arrebatado e imposible hacia Juan Ramón Jiménez), que la hacían infeliz y decidió suicidarse. El jueves 28 de julio a las seis de la tarde, se pegó un tiro en la sien en la residencia familiar. Tenía 24 años. Justo antes le había entregado a Juan Ramón Jiménez una carpeta amarilla, pidiéndole que no la leyese en ese momento. Dentro de la carpeta, Juan Ramón encontró el diario de esta precoz ilustradora y escultora en el cual le confesaba su amor por él.
 

La última anotación de su diario decía:
«... Y es que... Ya no quiero vivir sin ti... no... ya no puedo vivir sin ti... tú, como sí puedes vivir sin mí... debes vivir sin mí...», «Mi amor es ¡infinito...... La muerte es... infinita... el mar... es infinito... la soledad infinita... ... ... yo con ellos... ¡contigo!... Mañana tú ya sabes... yo... con lo infinito... lunes, noche», «Pero en la muerte, ya nada me separa de ti... solo la muerte... ... solo la muerte, sola... y, es ya... vida ¡tanto más cerca así... ... muerte... cómo te quiero».

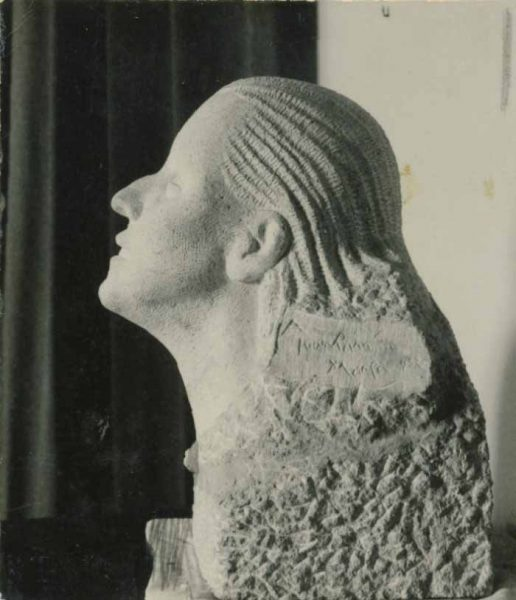
Marga Gil Roësset: Busto de Zenobia Camprubí (1932). Colección particular, Madrid.

También dejó cartas a su hermana, a sus padres y a Zenobia Camprubí. Su muerte destrozó a tres generaciones de su familia (a sus padres, a sus hermanos y a sus sobrinos). En 1933, se publicó un libro póstumo de canciones, con texto en francés y español de su hermana Consuelo, música de su cuñado, José María Franco, y tres ilustraciones suyas, una de las cuales se supone que fue imitada en Le petit prince de Antonio de Saint-Exupéry. Juan Ramón Jiménez quedó impresionado por el hecho, al que dedicó varios poemas, y consagró a la autora una de las semblanzas literarias contenidas en sus Españoles de tres mundos.
Marga fue enterrada junto a sus padres en el cementerio antiguo de Las Rozas de Madrid, pero durante la guerra civil española, una bomba cayó en el lugar y estalló, destruyendo las lápidas, por lo que la ubicación exacta de las tumbas en el cementerio es desconocida.

## Obra
Según Nuria Capdevila-Argüelles, «su trayectoria impresiona por el cambio de género artístico (del papel, la acuarela y la tinta a la madera, la escayola y el granito) y estilo (del modernismo a la vanguardia) en un tiempo muy breve. En poco más de diez años, menos de la mitad de su corta vida, despliega su pericia como ilustradora, usando tinta china y acuarela sobre papel. Después domina la técnica del vaciado en escayola y bronce para alcanzar a continuación una sorprendente maestría en la talla de madera, aplicando, a finales de su vida, martillo y cincel a la piedra y al granito».
Gracias a su escultura, Marga Gil, quien se instruyó por sus propios medios, fue aceptada en las Exposiciones Nacionales de Bellas Artes de 1930 y de 1932. Su mejor escultura fue el busto Zenobia Camprubí. En el ámbito de la ilustración, combinaba modernismo y simbolismo e ilustraba los cuentos que escribió Consuelo Gil Roësset de Franco, su hermana. Es probablemente uno de los ejemplos más duros y singulares del expresionismo español.
En junio de 1930 se la entrevistó gracias al protagonismo de su escultura Adán y Eva en la Exposición nacional de Bellas Artes. Marga Gil Roësset argumentaba sobre su manera de trabajar: “Yo siempre intento operar sobre mis esculturas de dentro afuera. Es decir, trato de esculpir más las ideas que las personas. Mis trabajos, en cuanto a la forma, podrán no ser muy clásicos; pero, por lo menos, llevan el esfuerzo de querer manifestar su interior”.
Antes de suicidarse, Marga Gil trató de destruir toda su obra pero en el año 2001, el Círculo de Bellas Artes de Madrid mediante una exposición y varios artículos de prensa (ABC Cultural 1997) consiguieron recuperar lo que quedaba de sus esculturas (lo más dañado en su afán destructor), sus acuarelas y sus dibujos en tinta china. La Fundación Juan Ramón Jiménez también ha contribuido a la preservación de las obras mediante la inauguración de una exposición sobre la escultura de Marga en la Casa Museo de Moguer.
- Ilustraciones para El niño de oro. 1920.
- Ilustraciones para Rose des Bois. 1923.
- Maternidad. 1929.[16]
- La niña que sonríe.
- Para toda la vida.
- Adán y Eva. 1930.[17][16]
- Grupo. 1932.[16]
- Zenobia Camprubí. 1932.[16]
- Ilustraciones para Consuelo Gil Roësset, Canciones de niños. Música de José María Franco, Madrid, Signo, 1932.

El diario que dejó a Juan Ramón Jiménez se publicó en 2015.
En 2019 su obra formó parte de la exposición Dibujantas, pioneras de la Ilustración en el Museo ABC. En 2022, la exposición Las Sinsombrero, organizada en el Teatro Fernán Gómez de Madrid, mostró varias de las esculturas de Gil Roësset pertenecientes a su familia.

## Influencias posteriores
En 1933, se publicó un libro de canciones con texto en francés y español de su hermana Consuelo, música de su cuñado José Mª Franco, y tres ilustraciones de Marga Gil. Una de esas ilustraciones es tan parecida a las de la obra de El Principito de Antoine de Saint-Exupèry que se considera posible que se inspirara en ellas, sobre todo teniendo en cuenta que este escritor había visitado España con asiduidad.

## Reconocimientos
El ayuntamiento de Las Rozas, lugar donde Marga Gil Roësset se quitó la vida, dedicó en 2017 un homenaje a su figura, nombrándola hija adoptiva del municipio y dándole su nombre a la biblioteca de Las Matas.

### Artículos sobre la artista
- Reportaje en La Esfera 17/8/1929, n.º 815, página 24
- Inquilina en un amor desaforado. Antonio Lucas. El Mundo, 26 de octubre de 2014.
- La Fundación Lara publica por primera vez los diarios completos de Marga Gil, que recogen la historia de su amor imposible por Juan Ramón. Fundación José Manuel Lara, 20 de enero de 2015.
- Publican el Diario de Marga Gil, el amor no correspondido de Juan Ramón Jiménez. EFE. 20minutos, 29 de enero de 2015.

### Vídeos
- La historia de amor imposible entre Juan Ramón Jiménez y Marga ve la luz. Antena 3 (video).
- Vídeo sobre la exposición Dibujantas en el Museo ABC en 2019

### Obra
- Ilustraciones de Rose de Bois de Marga Gil
- Escultura Adán y Eva de Marga Gil

- Datos: Q5480272
- Multimedia: Margarita Gil Roësset / Q5480272